# Boissettes
Boissettes és un municipi francès, situat al departament del Sena i Marne i a la regió d'Illa de França. L'any 2007 tenia 415 habitants.
Forma part del cantó de Savigny-le-Temple, del districte de Melun i de la Comunitat d'aglomeració Melun Val de Seine.

## Demografia

### Població
El 2007 la població de fet de Boissettes era de 415 persones. Hi havia 154 famílies, de les quals 42 eren unipersonals (23 homes vivint sols i 19 dones vivint soles), 54 parelles sense fills, 54 parelles amb fills i 4 famílies monoparentals amb fills.
La població ha evolucionat segons el següent gràfic:
Habitants censats

### Habitatges
El 2007 hi havia 175 habitatges, 153 eren l'habitatge principal de la família, 17 eren segones residències i 5 estaven desocupats. 153 eren cases i 19 eren apartaments. Dels 153 habitatges principals, 111 estaven ocupats pels seus propietaris, 32 estaven llogats i ocupats pels llogaters i 10 estaven cedits a títol gratuït; 7 tenien una cambra, 10 en tenien dues, 21 en tenien tres, 15 en tenien quatre i 100 en tenien cinc o més. 122 habitatges disposaven pel capbaix d'una plaça de pàrquing. A 66 habitatges hi havia un automòbil i a 81 n'hi havia dos o més.

### Piràmide de població
La piràmide de població per edats i sexe el 2009 era:
| Homes | Edats   | Dones |
| ----- | ------- | ----- |
| 0     | 95 o +  | 0     |
| 0     | 90 a 94 | 0     |
| 0     | 85 a 89 | 0     |
| 0     | 80 a 84 | 0     |
| 8     | 75 a 79 | 8     |
| 8     | 70 a 74 | 8     |
| 20    | 65 a 69 | 0     |
| 16    | 60 a 64 | 20    |
| 24    | 55 a 59 | 0     |
| 12    | 50 a 54 | 44    |
| 16    | 45 a 49 | 8     |
| 16    | 40 a 44 | 12    |
| 8     | 35 a 39 | 20    |
| 4     | 30 a 34 | 4     |
| 20    | 25 a 29 | 16    |
| 16    | 20 a 24 | 8     |
| 16    | 15 a 19 | 16    |
| 36    | 10 a 14 | 8     |
| 4     | 5 a 9   | 8     |
| 12    | 0 a 4   | 8     |

## Economia
El 2007 la població en edat de treballar era de 243 persones, 167 eren actives i 76 eren inactives. De les 167 persones actives 163 estaven ocupades (84 homes i 79 dones) i 4 estaven aturades (3 homes i 1 dona). De les 76 persones inactives 24 estaven jubilades, 38 estaven estudiant i 14 estaven classificades com a «altres inactius».

### Ingressos
El 2009 a Boissettes hi havia 158 unitats fiscals que integraven 370,5 persones, la mediana anual d'ingressos fiscals per persona era de 31.526 €.

### Activitats econòmiques
Dels 17 establiments que hi havia el 2007, 2 eren d'empreses extractives, 2 d'empreses de fabricació de material elèctric, 1 d'una empresa de fabricació d'altres productes industrials, 2 d'empreses de construcció, 3 d'empreses de comerç i reparació d'automòbils, 1 d'una empresa d'informació i comunicació, 1 d'una empresa immobiliària i 5 d'empreses de serveis.
L'únic servei als particulars que hi havia el 2009 era un paleta.

## Poblacions més properes
El següent diagrama mostra les poblacions més properes.